# Diseño de procesos

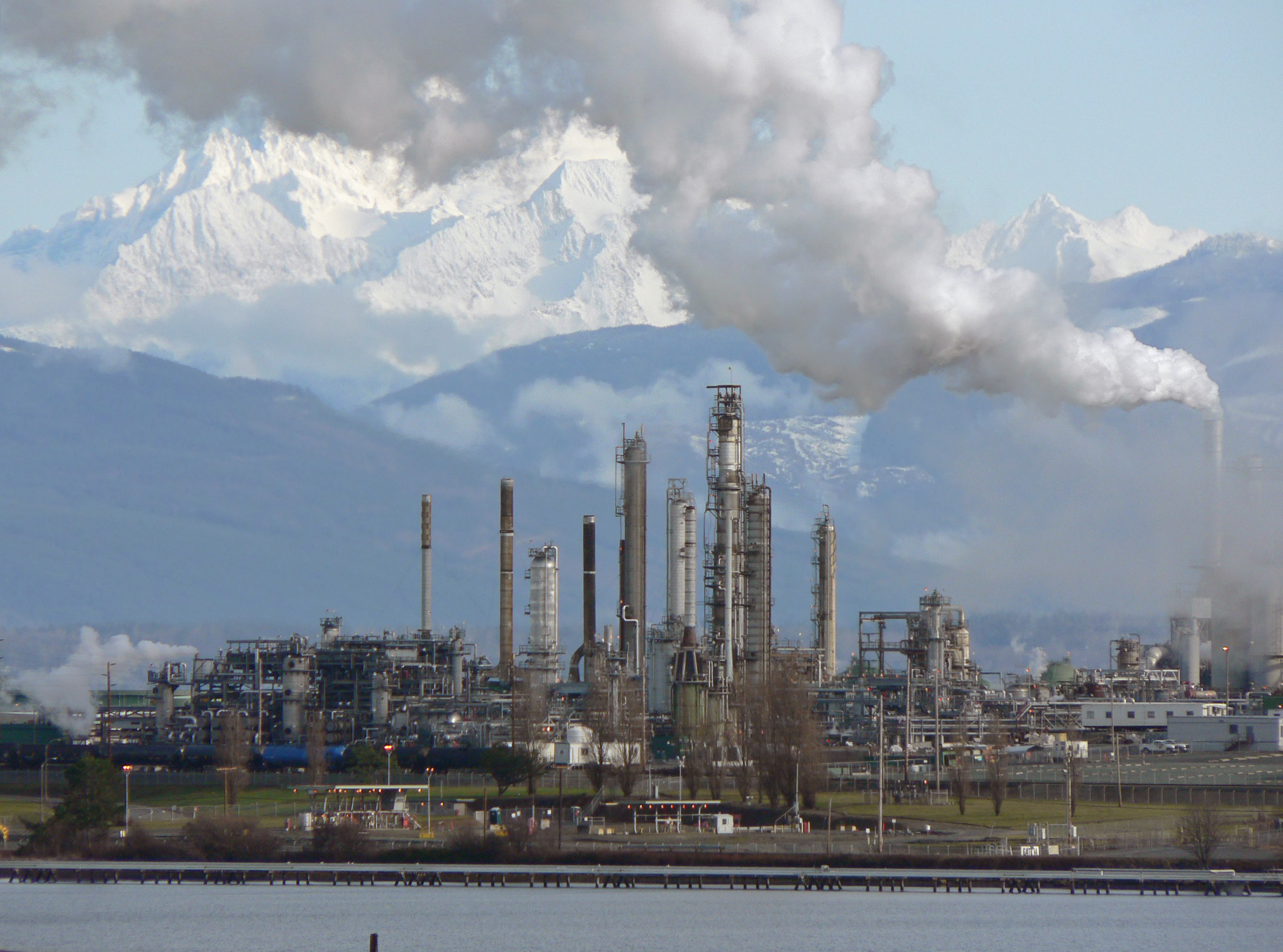
Refinería de aceite en Mount Backer (EEUU). Como ejemplo de proceso químico industrial.

La ingeniería química e ingeniería de procesos, consiste en la elección de la secuencia de transformaciones físicas y/o químicas de un material con el fin de obtener otro de mayor valor o utilidad. El diseño de procesos es uno de los pilares de estas ingenierías y puede ser considerado el campo donde sus demás ramas convergen hacia un objetivo común. El diseño de procesos incluye el diseño de nuevos servicios o la modificación de un proceso existente. 
El diseño de procesos en una primera etapa consiste en un diseño conceptual, en el cual se articulan las interacciones, procesos y estrategias de transformación que se van a llevar a cabo. Esta etapa contempla el uso de las diferentes operaciones unitarias y sus interacciones como parte del proceso de transformación, así como las posibles interacciones en caso de que el proceso se desvíe. Posteriormente se ejecuta la denominada ingeniería de detalle, donde se especifican todas las variables importantes de proceso, el tipo de maquinaria y servicios a utilizar, es decir, contempla la forma de producción, incluyendo los planos de construcción.

## Documentación
La documentación tiene como finalidad definir el diseño y se encarga de que los componentes del diseño encajen, además de eliminar redundancias, poner de manifiesto carencias en el diseño general y prevenir conflictos creados por falta de estándares. La documentación también permite comunicar ideas y planes a otros ingenieros que participan en el diseño, agencias regulatorias, proveedores de equipos y contratistas.
La documentación en el diseño de procesos incluye:
- Diagramas de balances de materia y energía, comúnmente representando a los procesos con rectángulos y con líneas los flujos másicos y de energía.

- Diagramas de flujo avanzados, donde se describen con mayor detalle las operaciones unitarias, en este se describen también presiones de operación, temperatura, composición, flujo másico de diseño, reacciones químicas y porcentajes de conversión.

- Diagramas de Tuberías e Instrumentación (P&ID), muestran cada tubería junto con su clase respectiva (acero al carbón, acero inoxidable, níquel), diámetros, accesorios (como válvulas). Además, muestran esquemas de control e instrumentos así como su localización.

- Especificaciones: Este escrito contiene los requisitos de diseño para los equipos más importantes, como dimensiones, potencia, capacidad, etc.

- Manuales de operación de equipos, suelen incluir instrucciones de arranque, operación y apagado del proceso.

Los documentos suelen mantenerse después de la construcción de los procesos para facilitar al personal operativo su referencia, esta información suele ser útil cuando se necesitan modificaciones en el proceso o para realizar algunas planificaciones.

## Consideraciones de diseño
El diseño tiene objetivos y limitaciones, incluso un proceso simple requiere una compensación entre estos factores.
Los objetivos del diseño suelen incluir:
- Requisitos de velocidad.
- Proceso de producción.
- Pureza del producto.

Las limitaciones incluyen:   
- Costos económicos de construcción.
- Disponibilidad de espacio.
- Consideraciones de seguridad.
- Impacto ambiental y emisiones.
- Producción de desechos.
- Costos de mantenimiento.

Otros factores de diseño son:
- Rentabilidad.
- Redundancia.
- Flexibilidad.
- Variabilidad anticipada en las propiedades de las materias primas y los rangos de variabilidad del producto.